# Národní park Soraksan
Národní park Soraksan (hangul 설악산국립공원, Sŏraksan-gungnipkong-wŏn, hanča 雪嶽山國立公園) je národní park nacházející se severněji na území Jižní Koreje v provincii Kangwon, nedaleko města Sokčcho, v pohoří Tchebek. V areálu se nachází hora Soraksan, s nadmořskou výškou 1708 m n. m. v nejvyšším bodě Tečchongbong, která je hned po Halla-sanu (ostrov Čedžu) a Čirisanu (pohoří Sobek) třetí nejvyšší horou jižního korejského poloostrova. NP je též přezdíván jako „Hory Zasněžených skal“ a nachází se zde přístav, ze kterého vedou trasy výletních lodí do Diamantových hor Kumgangsan v KLDR.

## Historie
Roku 1991, od 9. do 16. srpna, se v národním parku Soraksan pořádalo 17. světové skautské jamboree, které se hostí každé čtyři roky. Světové jamboree je největší pořádanou akcí pro chlapce i dívky celého světa, jež jsou součástí skautské komunity. Zúčastnění se kromě her a soutěží věnují i kulturní výměně, tématům o životním prostředí nebo také klimatickým problémům.
Zároveň se jedná o první krajinu, která byla jihokorejskou vládou vyhlášena za národní park, a to roku 1970.

## UNESCO
Na seznam chráněných krajinných oblastí byl Národní park Soraksan zapsán roku 1965 jako přírodní rezervace. O 17 let později, 1982, jej UNESCO zapsalo i jako chráněnou biosférickou rezervaci, a to zejména díky rozmanitosti fauny a flóry.

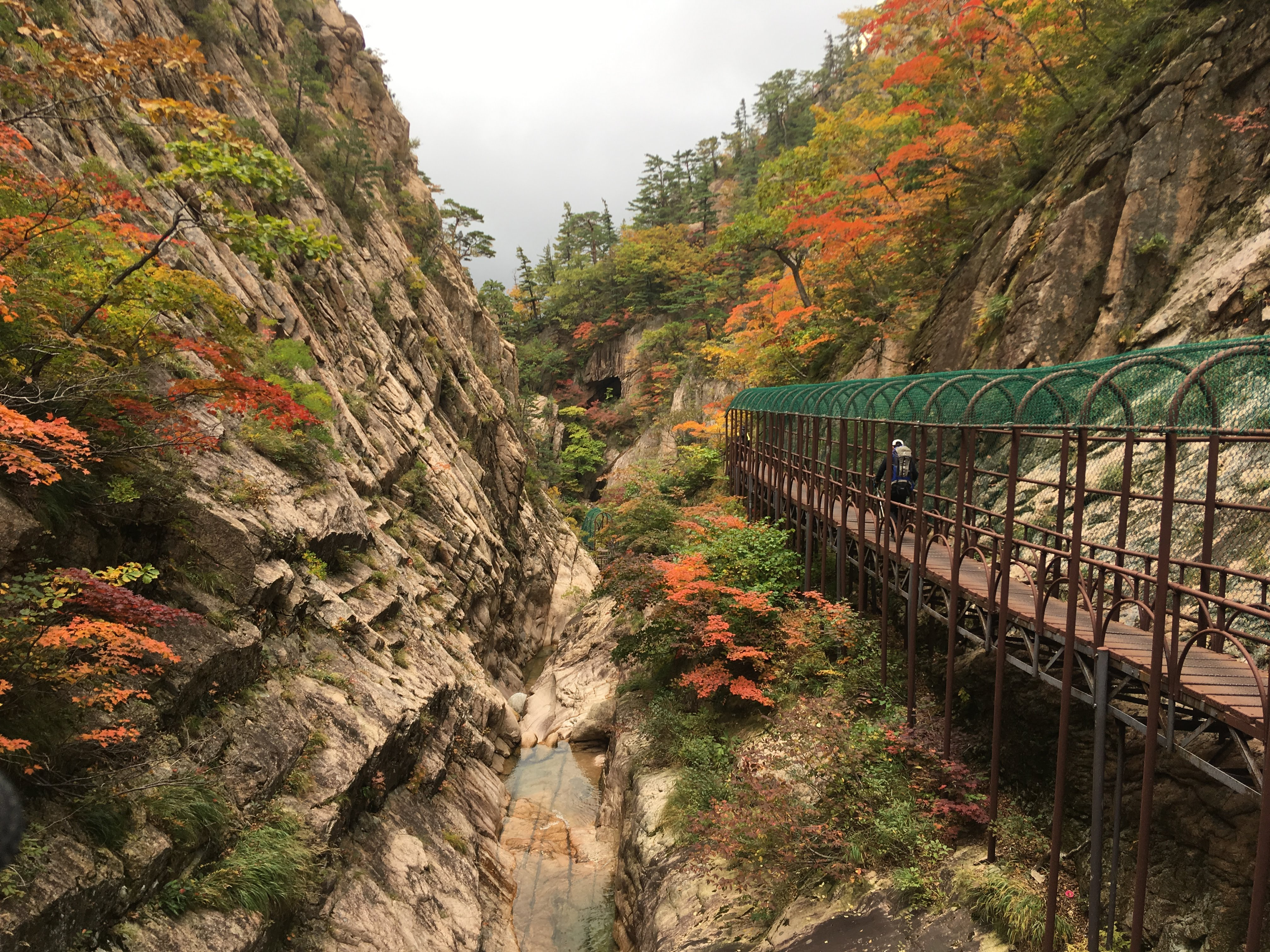
Krajina Národního parku Soraksan, podzim

## Fauna a flora
Různorodost krajiny je domovem mnoha rostlin i zvířat, a to jak běžných, tak i velmi vzácných – lze zde spatřit více než 1000 druhů rostlin i nad 1500 druhů zvěře.
Národní park je pro Korejce i turisty oblíbený zejména pro své panoramatické skvosty. V oblasti se kromě menších hor a pahorků nachází i mnoho druhů jak listnatých, tak i jehličnatých stromů, jako například borovice sibiřská, duby, zeravy, borovice zakrslá, jalovec, tis, hloh či jedle mandžuská. Dále zde můžeme spatřit třeba zlatici, srpici barvířskou či i velmi vzácný druh Hanabusaya asiatica (diamantový zvonek).
Z fauny zde pobývá velmi ohrožený korejský kabar pižmový, goral východní či slano-vodní lenok sibiřský, z těch méně ohrožených pak vydry, poletuška slovanská nebo třeba medvěd ušatý.
Mimo jiné je park též známý díky tzv. Skále se šesti vrcholy Ulsanbawi, masivnímu kamenu Hundulbawi, vodopádům Pirjong a Juktam a dalším spektakulárním útvarům.

## Významné památky v areálu parku
Národní park kromě své biosférické stránky může nabídnout i dva velkolepé buddhistické chrámy: Pektamsa a Sinhungsa.
Okolí chrámu Pektamsa je významné pro svou scenérii stovky jezer, z čehož je odvozen i překlad názvu „Chrám sta jezer“. Tato jezera obsahují čirou vodu, která do nich stéká přímo z nejvyššího vrcholu Tečchongbong.
Chrám Sinhungsa je naopak známý tím, že se zde nachází ústřední chrám buddhistického Řádu Čogje. Věří se a je považován za nejstarší zenový chrám na světě s historií sahající až do 12. století.

## Galérie

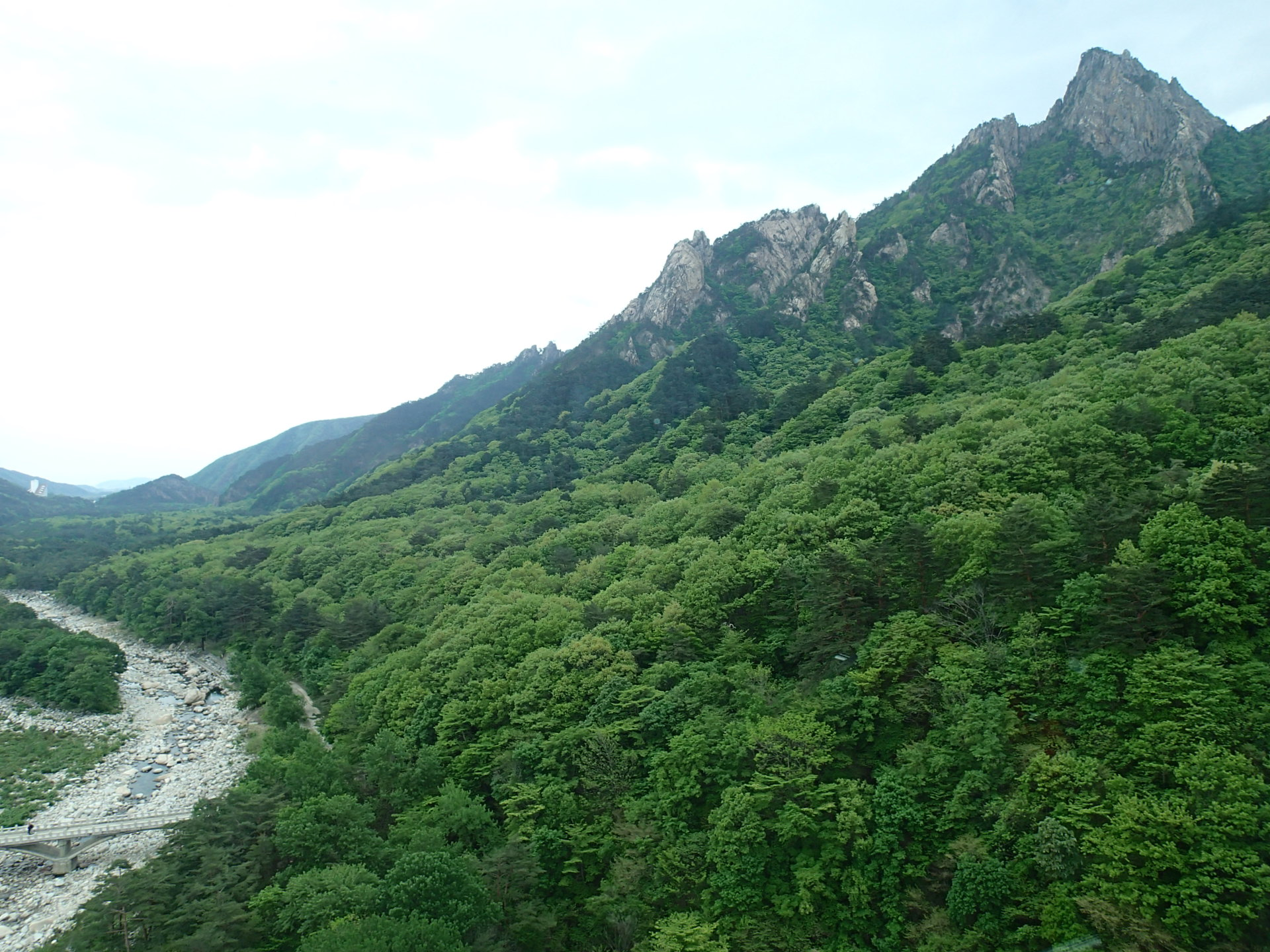
Panoramatický pohled
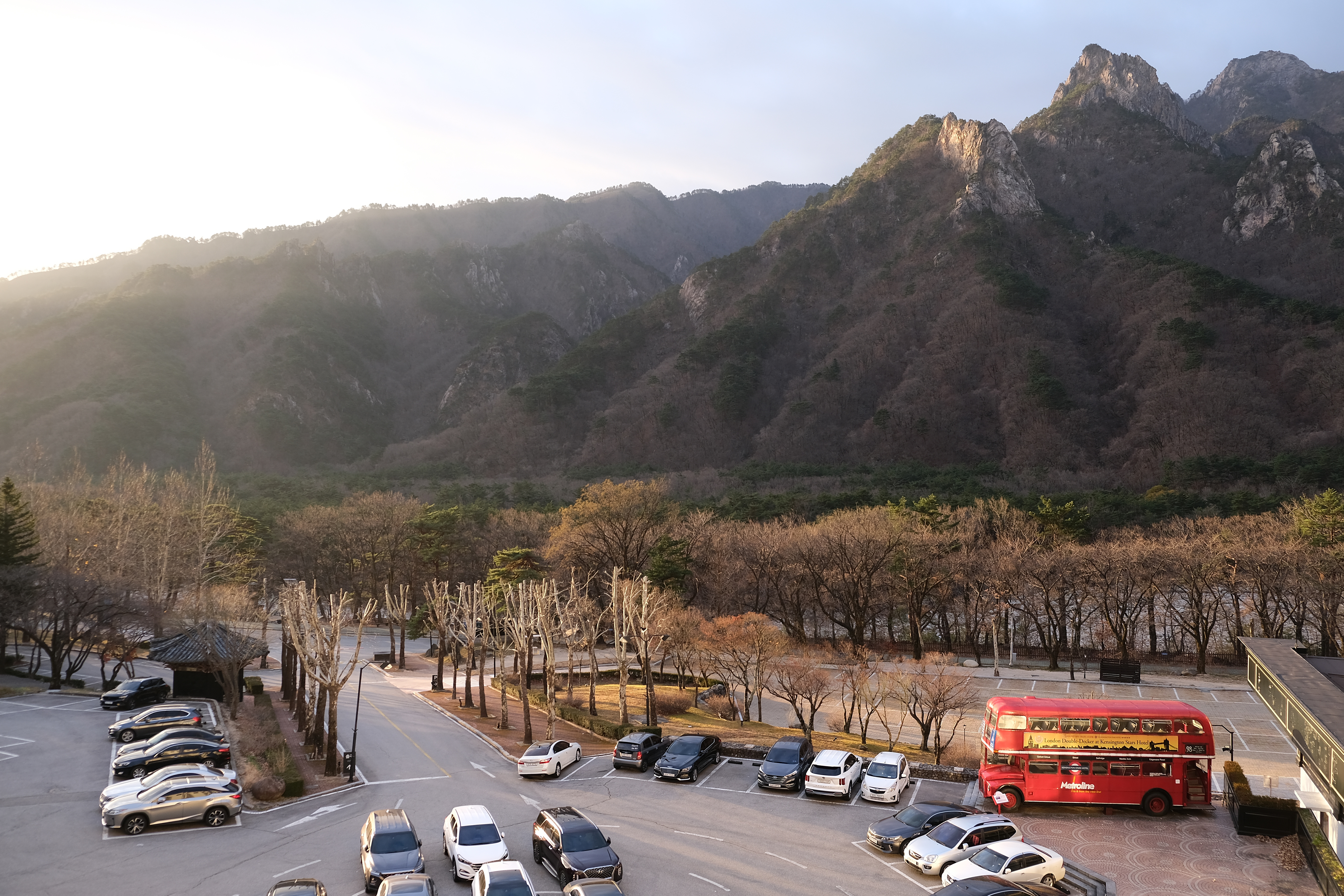
Národní park Soraksan
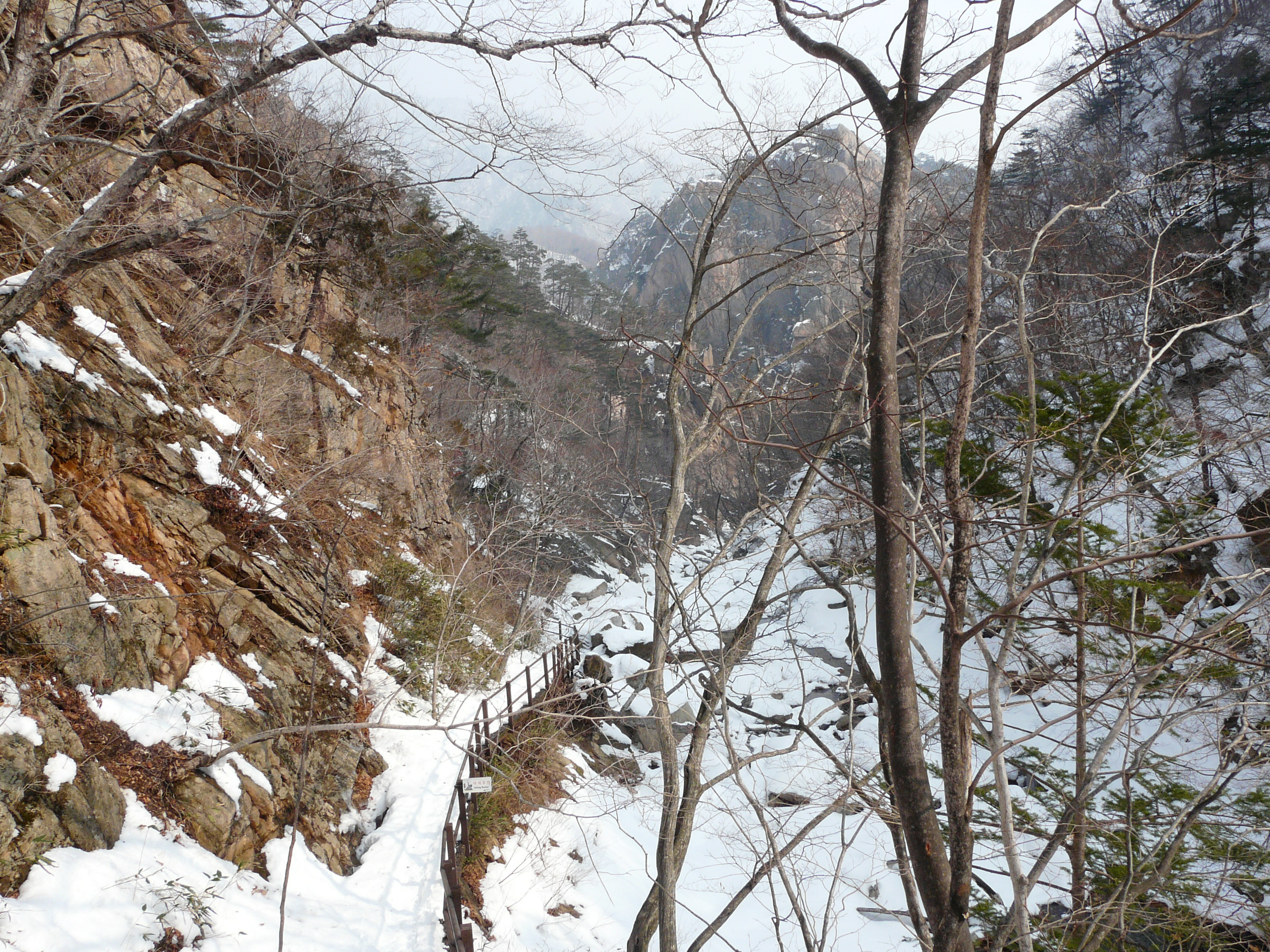
Národní park Soraksan v zimě
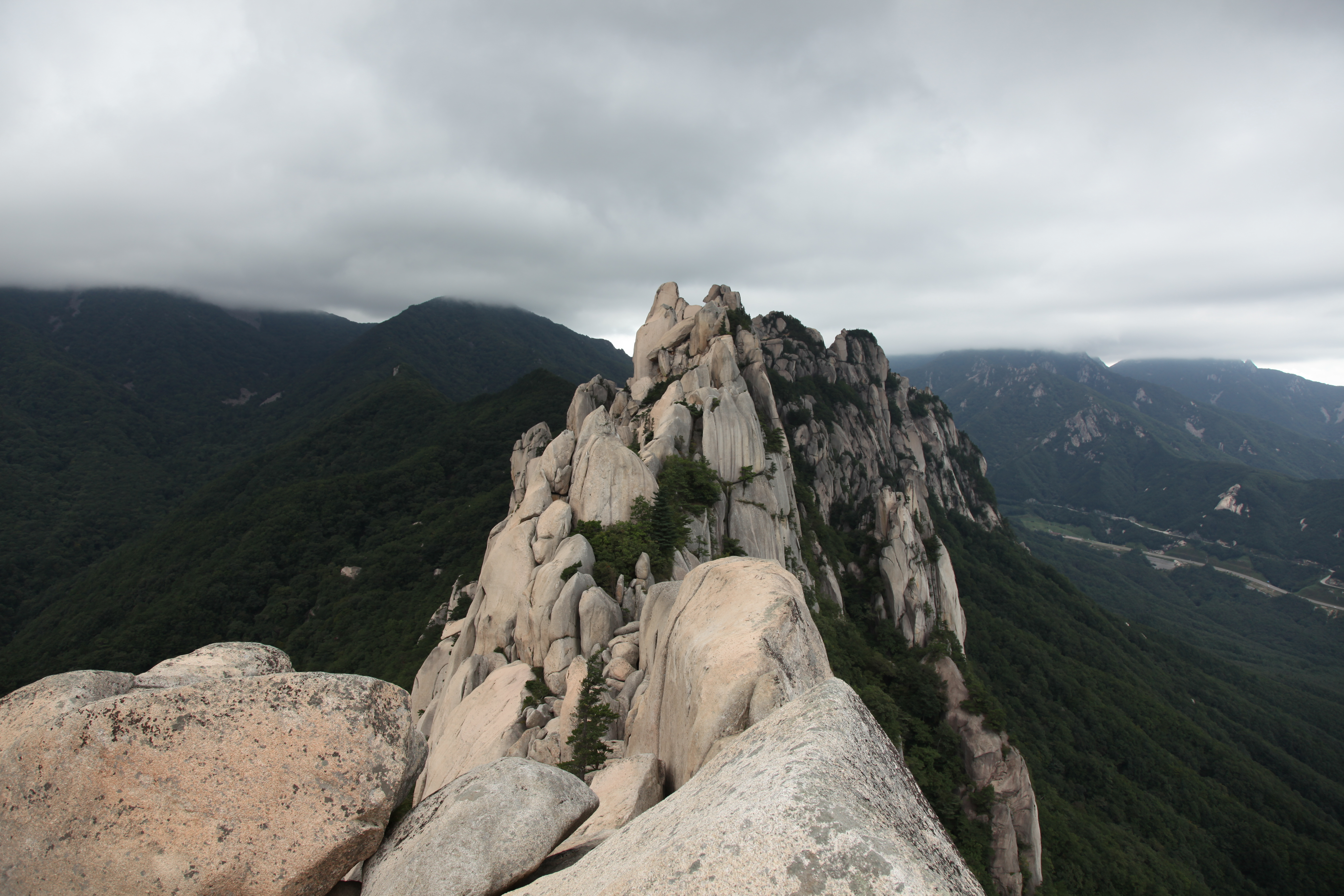
Ulsanbawi
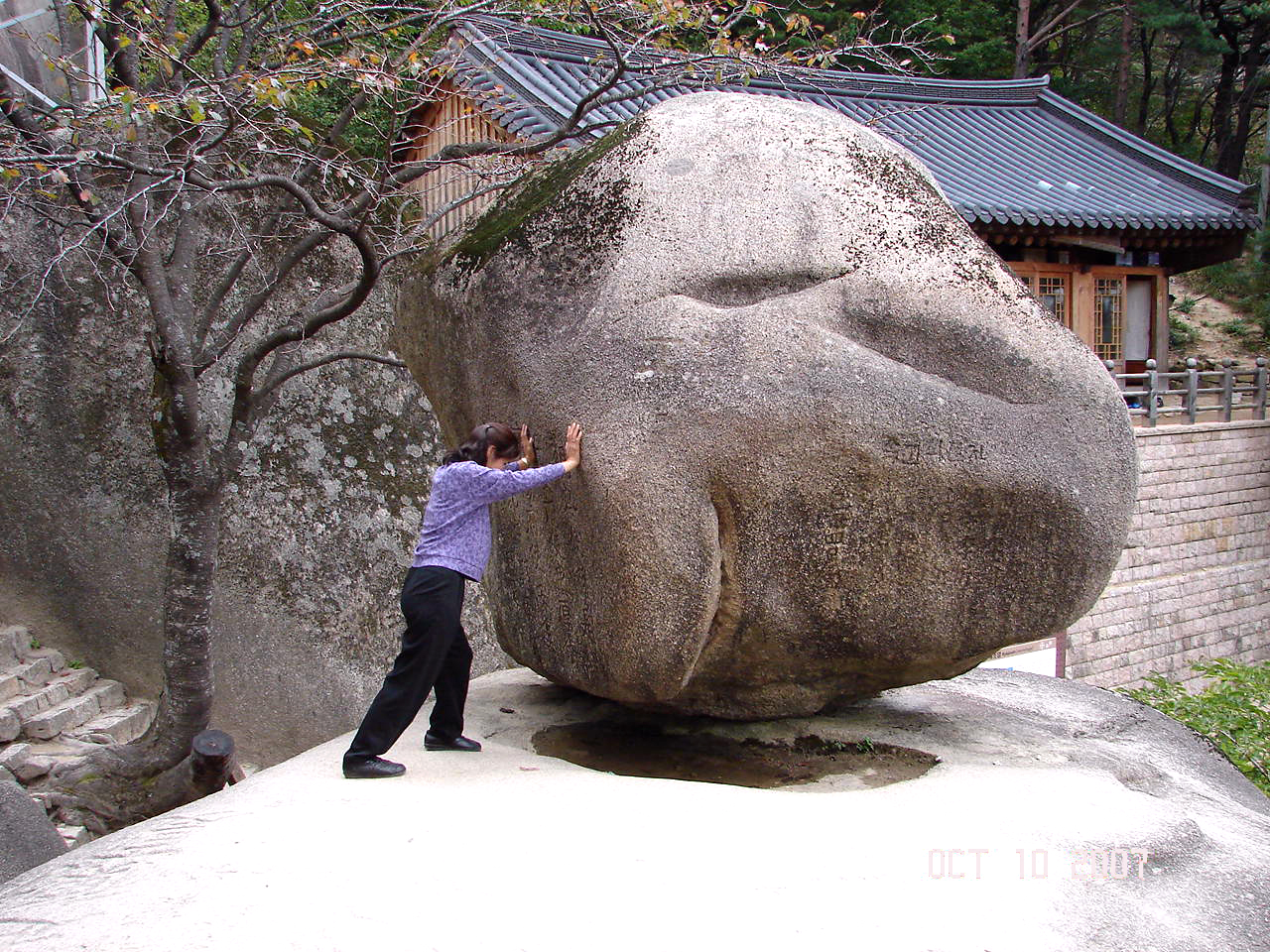
Hundulbawi
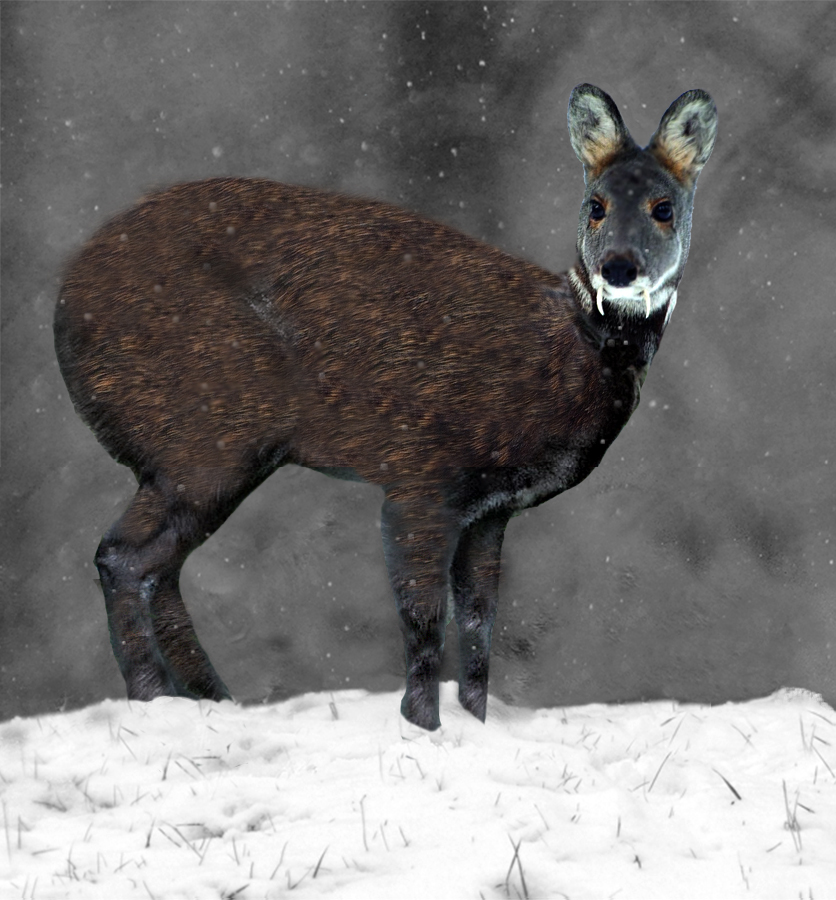
Kabar pižmový
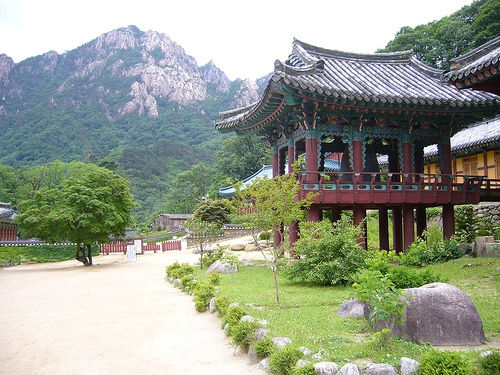
Buddhistický chrám Sinhungsa
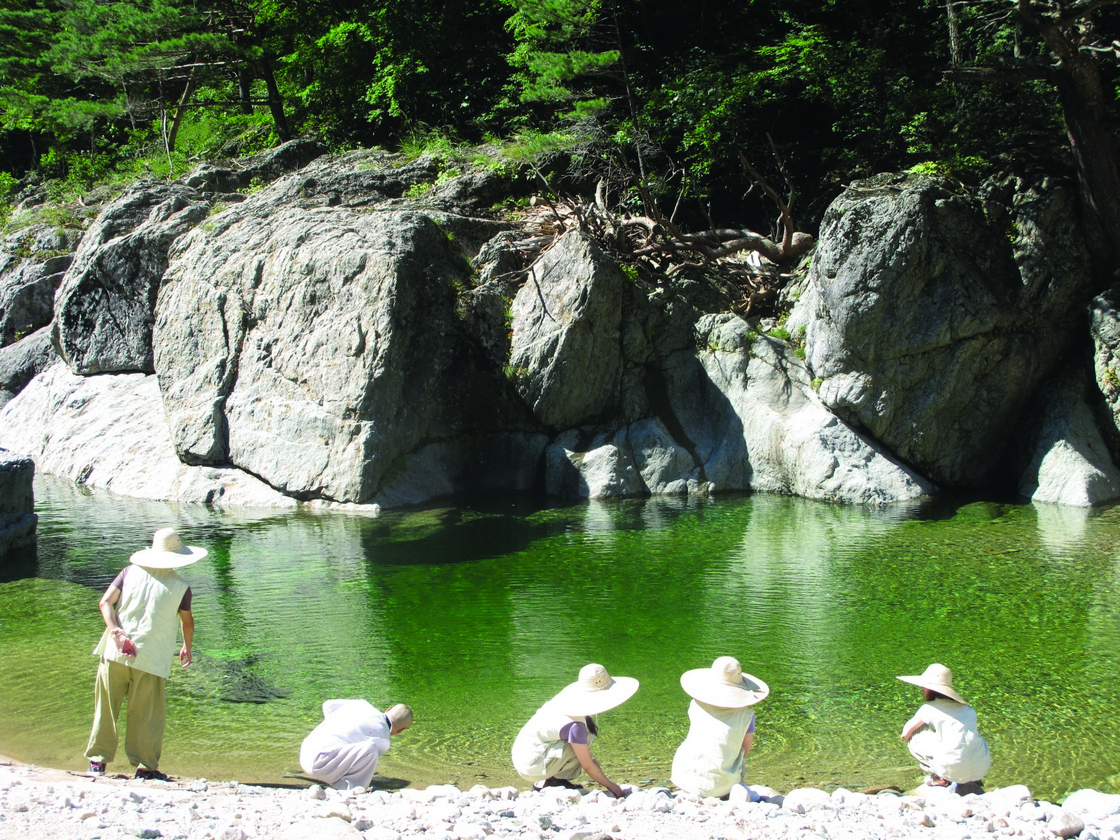
Areál buddhistického chrámu Pektamsa, jedno ze sta jezer
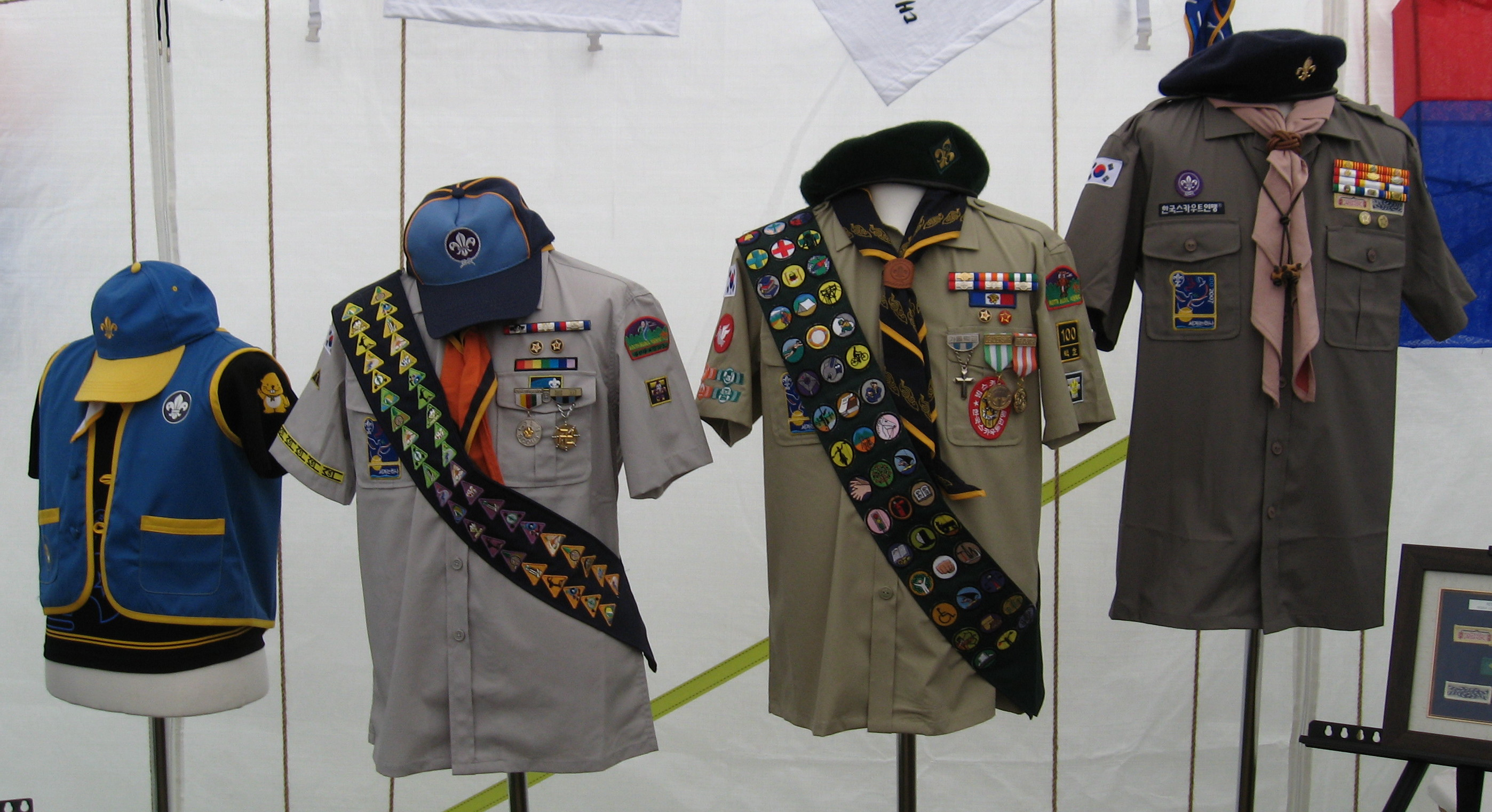
Šaty korejských skautů na výstavě 21. světové skautské jamboree, rok 2007
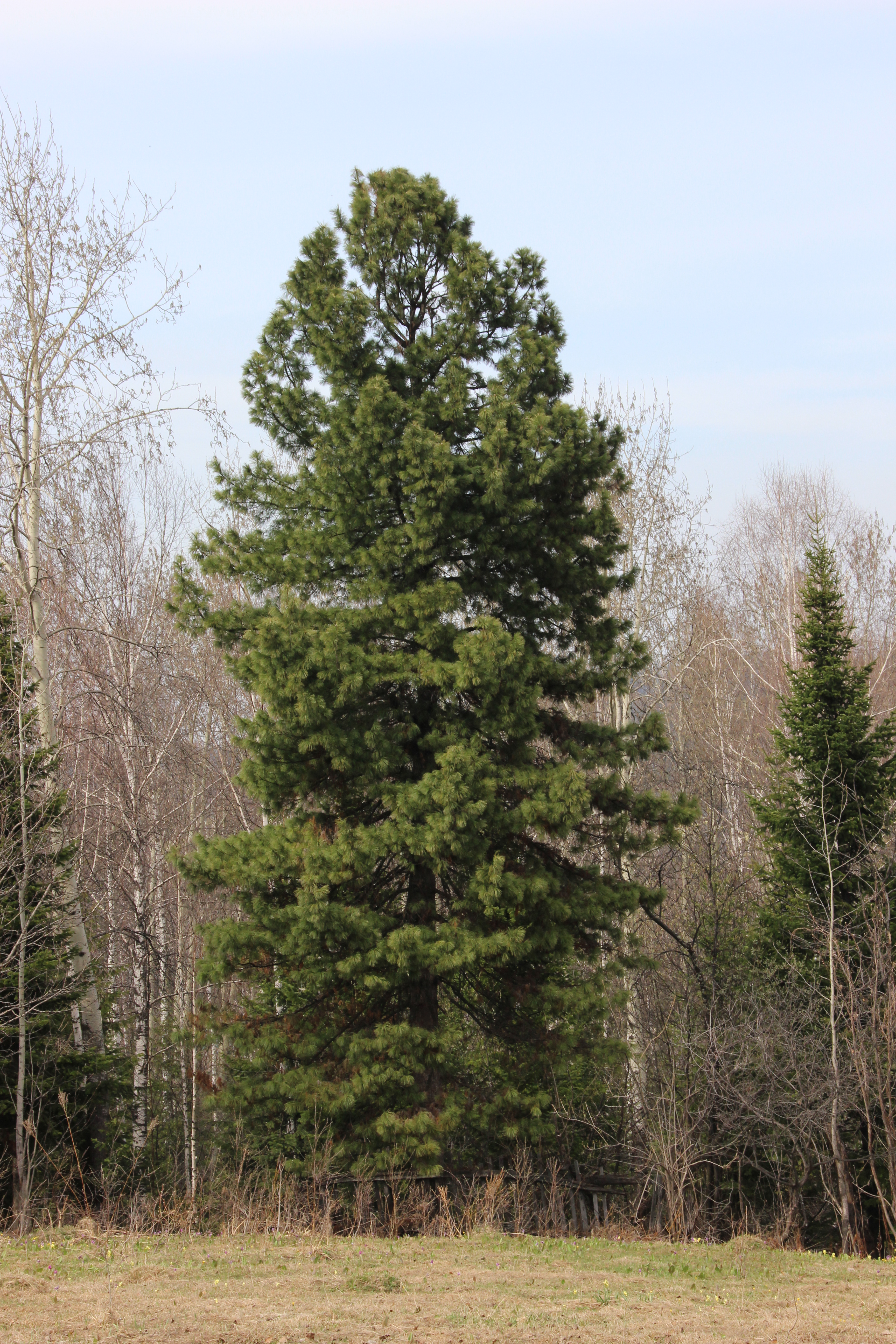
Borovice sibiřská
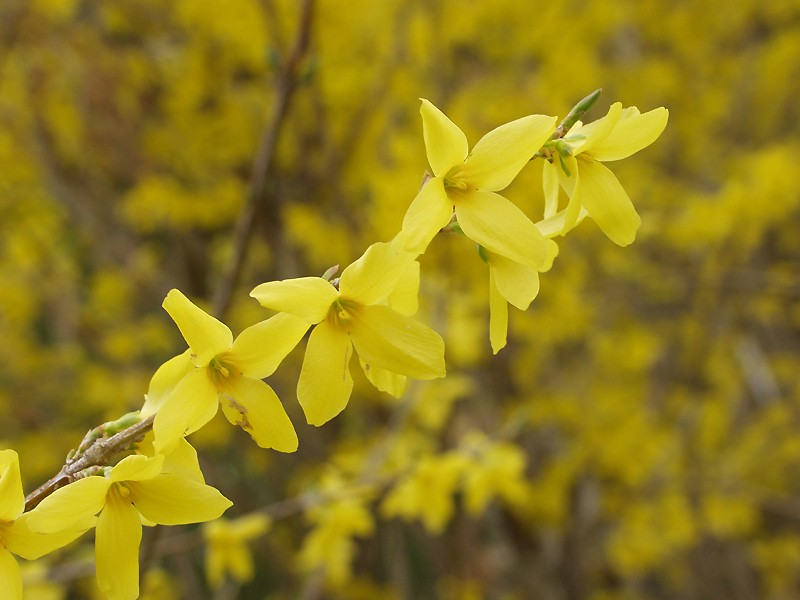
Zlatice
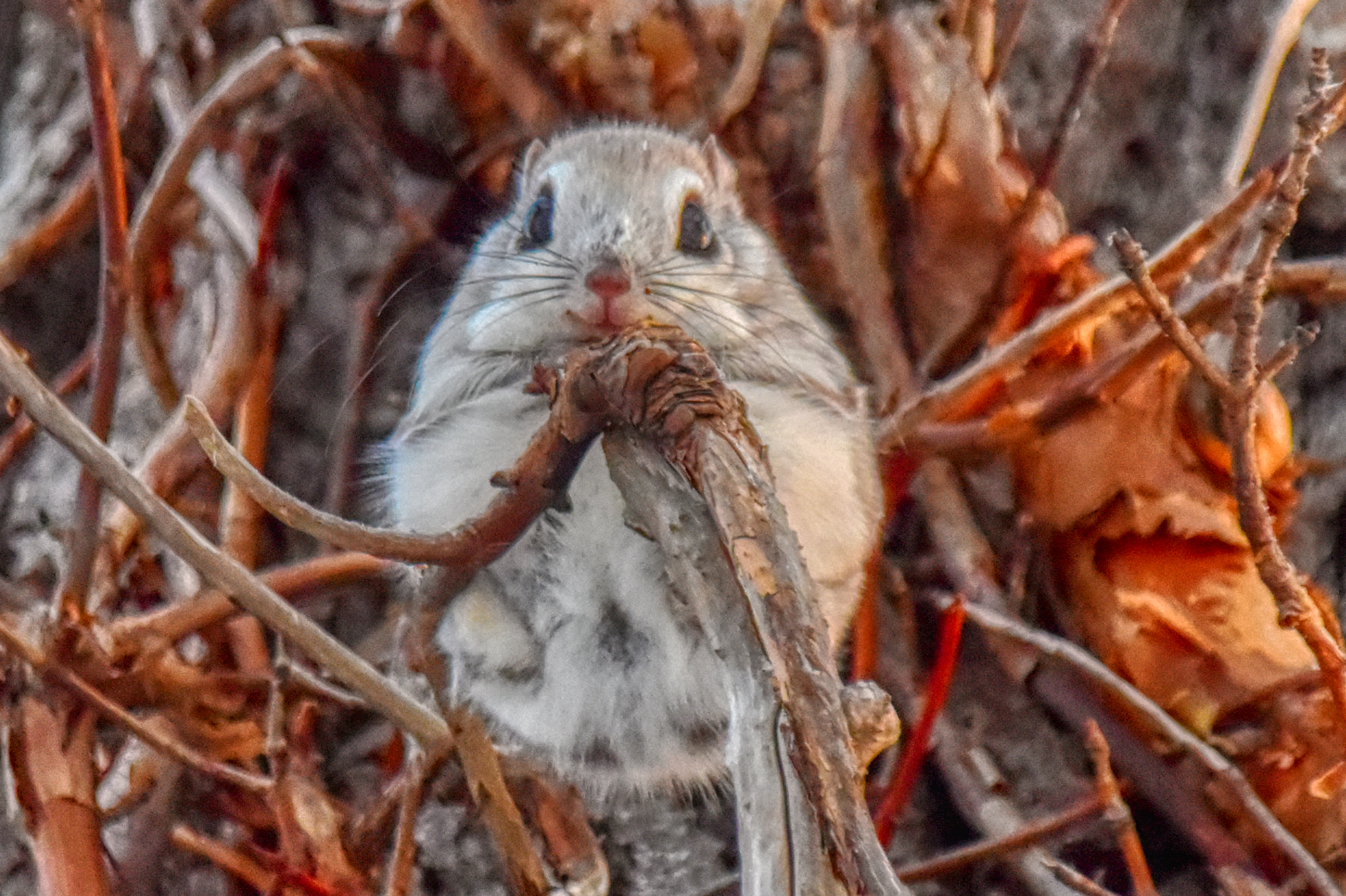
Poletuška slovanská